# Jobitaube
Die Jobitaube (Pampusana jobiensis, Syn.: Alopecoenas jobiensis, Gallicolumba jobiensis), auch Jobi-Erdtaube oder Weißbrust-Erdtaube genannt, ist eine Art der Taubenvögel. Sie kommt in mehreren Unterarten ausschließlich auf einigen südostasiatischen Inseln vor. Die Unterart Pampusana jobiensis chalconota, die auf Guadalcanal, Makira und Vella Lavella vorkam, ist mittlerweile ausgestorben.

## Erscheinungsbild
Die Jobitaube erreicht eine Körperlänge von 25 Zentimetern. Sie ist damit etwas kleiner als die Lachtaube, weist jedoch den charakteristischen Körperbau der Indopazifischen Erdtauben auf und ist kurzschwänziger und hochbeiniger als die Lachtaube. Verglichen mit anderen Arten der Indopazifischen Erdtauben ist sie jedoch auffallend weniger plump und gedrungen gebaut. Die anderen Arten dieser Gattung sind außerdem auffallend hochbeiniger. Der Geschlechtsdimorphismus ist nicht sehr stark ausgeprägt. Das Gefieder der Männchen glänzt insgesamt etwas stärker.
Der Kopf der Jobitaube ist dunkel blaugrau. Von der oberen Schnabelbasis zieht sich ein sehr breiter weißer Streif über das Auge bis in den Nacken. Die Kehle und die Brust sind weiß. Der hintere Hals ist grau und geht zum Mantel in den Flügel in ein dunkles, rötliches Purpur über. Die Oberschwanzdecken sowie die Schwanzfedern, die untere Brust, die Flanken und der Bauch sind dunkel schiefergrau. Der Schnabel ist schwarz. Die Iris ist dunkelbraun. Die Füße sind rötlich. Es ist eine wenig ruffreudige Art. Bei den in menschlicher Obhut gehaltenen Jobitauben wurde jedoch ein rülpsender Laut beschrieben.

## Verbreitung und Verhalten
Der Verbreitungsschwerpunkt der Jobitaube liegt auf Neuguinea, sie fehlt allerdings in großen Teilen des Vogelkops. Sie besiedelt außerdem die an Neuguinea angrenzenden Inseln Yapen, Bagabag, Duke of York, Fergusson, Goodenough, Hermit, Tong, Karkar, Lihir, Lolobau, Manam, Neubritannien, Neuhannover, Neuirland, Sakar, Tabar, Umboi und die Watom-Inseln. Für die Salomon-Inseln ist sie für Guadalcanal, Vella Lavella und Makira belegt. Sie besiedelt damit Inseln, die bis zu 3000 Kilometer auseinander liegen. Sie ist keine sehr häufige Art. Regional kann es jedoch zu größeren Ansammlungen kommen, wenn die Bäume hinreichend Früchte tragen.
Sie ist stärker als andere Arten der Indopazifischen Erdtauben auf primären Wald angewiesen und besiedelt sowohl Regenwald als auch Monsunwald. Sie kommt außerdem in aufgegebenen Gärten und alten Plantagen vor. Ihre Höhenverbreitung auf Neuguinea reicht vom Tiefland bis auf eine Seehöhe von 2300 Metern. Das Nest wird in Bäumen errichtet. Das Gelege besteht aus zwei weißen Eier. Diese werden 14 Tage bebrütet. Die Jungvögel sind nach etwa 16 Tagen flügge und legen das adulte Gefieder mit etwa 34 Wochen an.

## Haltung in menschlicher Obhut
Die Jobitaube wurde erstmals 1921 nach England importiert. 1924 gelang die erste Zucht in menschlicher Obhut. Die Art gilt allerdings insgesamt als schwer zu züchten, da die Vögel aufeinander aggressiv reagieren. Sie benötigt große Volieren, die gut bepflanzt sind, da die Tauben sehr gerne klettern.